# How to Survive a Plague
How to Survive a Plague är en amerikansk dokumentärfilm från 2012 i regi av David France. Filmen berättar genom intervjuer och arkivfilmer om amerikanska AIDS-aktivister, verksamma i organisationen ACT UP, under åren då sjukdomens härjningar i USA var som värst. Filmen blev Oscarsnominerad vid Oscarsgalan 2013 i kategorin Bästa dokumentär.